# Qeqertarsuatsiaat
Qeqertarsuatsiaat (dánsky Fiskernæs nebo Fiskenæsset) je město v kraji Sermersooq v Grónsku. Nachází se na stejnojmenném ostrově na pobřeží Labradorského moře. V roce 2016 tu žilo 203 obyvatel, takže je to sedmé největší město kraje Sermersooq, devětadvacáté největší město Grónska a nejmenší město nad 200 obyvatel. Je to také město s nejdelším jednoslovným názvem (17 písmen) v Grónsku. Název města znamená "téměř velký ostrov".

## Historie

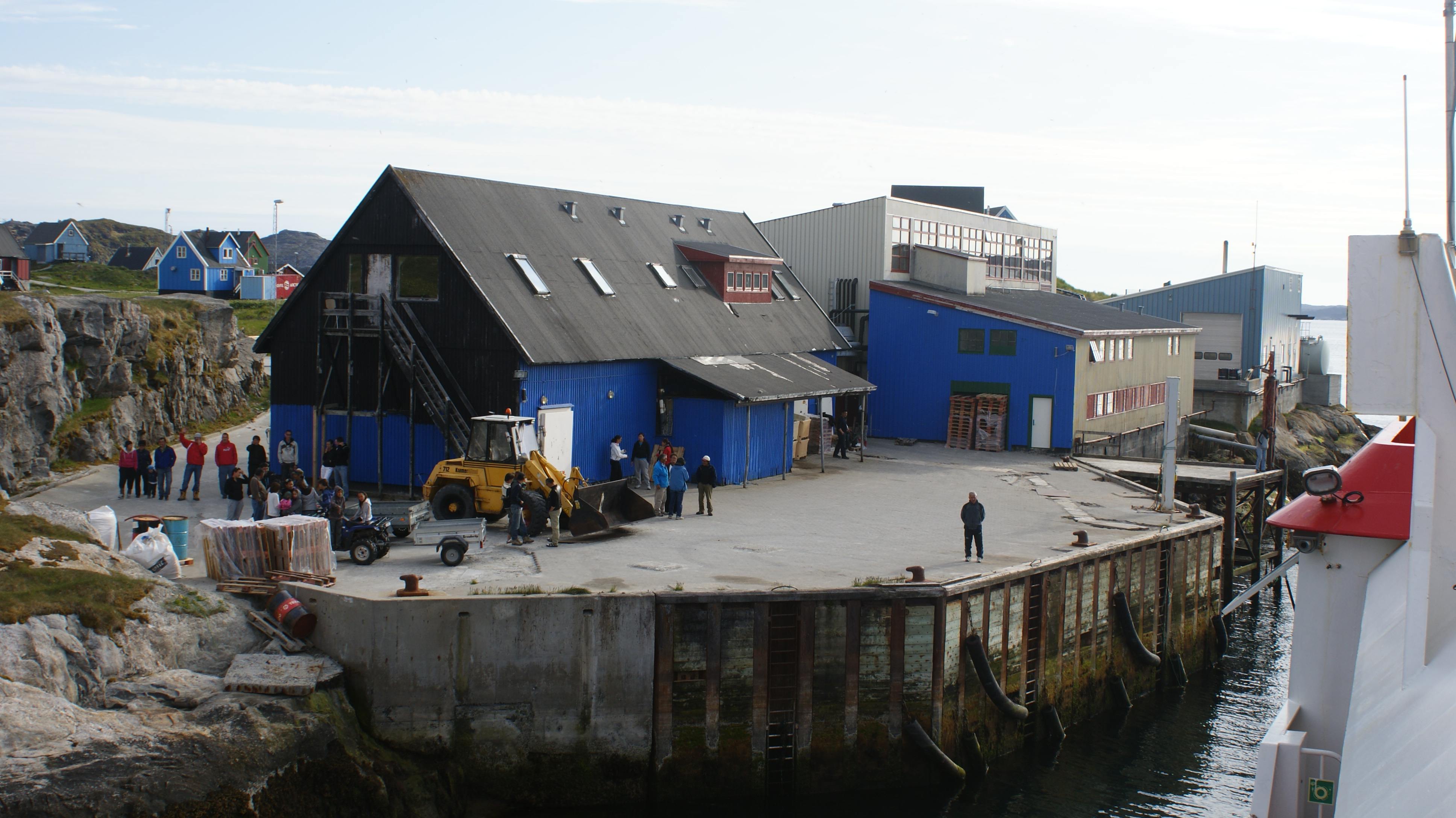
Přístav v Qeqertarsuatsiaatu

Ostrov nebyl osídlen žádnými pravěkými grónskými kulturami. Poprvé byl osídlen Dány. Dánský obchodník Anders Olsen zde v roce 1754 založil obchodní stanici s názvem Fiskenæsset.
Na stejném ostrově byla v roce 1748 během moravských misií založena, dnes již zaniklá osada Akunnat (zastarale Akúnat, tehdy Lichtenfels). Během jejího největšího vzrůstu v ní žilo asi 300 obyvatel, takže tu žilo ještě více obyvatel než v samotném Qeqertarsuatsiaatu. Poté však ale její obliba klesla a všichni obyvatelé se do přestěhovali do Qeqertarsuatsiaatu.

## Počet obyvatel
Počet obyvatel Qeqertarsuatsiaatu se v posledních dvou desetiletích snižoval. Město ztratilo téměř 39% obyvatel od roku 1991 a více než 22% obyvatel od roku 2000.